# Miss Internacional 1999
Miss Internacional 1999, la 39.ª edición del concurso Miss Internacional, se llevó a cabo en U-Port Hall, Tokio (Japón) el 14 de diciembre.
Representantes provenientes de cincuenta y un países y territorios compitieron por el título. Al final del evento, Miss Internacional 1998, Lía Borrero de Panamá, coronó como su sucesora a Paulina Gálvez de Colombia. Elegida por un jurado, la ganadora se convirtió en la segunda representante de su país en obtener el título de Miss Internacional, después de Stella Márquez (Miss Internacional 1960).

## Resultados
| Posición                | Candidata |
| ----------------------- | --- |
| Miss Internacional 1999 | - Colombia - Paulina Gálvez |
| 1.ª finalista           | - España - Carmen Fernández |
| 2.ª finalista           | - Finlandia - Saija Palin |
| Semifinalistas (Top 15) | - Brasil - Alessandra do Nascimento - Chipre - Afroditi Pericleous - Curazao - Pamela Winkel - Japón - Kana Onoda - Nicaragua - Claudia Alaniz - Polonia - Adrianna Gerczew - República Checa - Sárka Sikorová - República Dominicana - Patsi Arias - Rusia - Maria Tchebotkevitch - Senegal - Aïcha Faye - Uruguay - Daniela Abasolo - Venezuela - Andreína Llamozas |

### Premios especiales
- Miss Simpatía: Miyuki Hill (Islas Marianas del Norte)
- Miss Fotogénica: Paulina Gálvez (Colombia)

## Relevancia histórica del Miss Internacional 1999
- Colombia gana Miss Internacional por segunda ocasión.
- España obtiene el puesto de Primera Finalista por segunda vez. La primera vez fue en 1982.
- Finlandia obtiene el puesto de Segunda Finalista por segunda vez. La primera ocasión fue en 1974.
- Colombia, España, Finlandia, Japón, Polonia, República Checa y Venezuela repiten clasificación a semifinales.
- Colombia clasifica por noveno año consecutivo.
- Venezuela clasifica por octavo año consecutivo.
- Japón clasifica por séptimo año consecutivo.
- España clasifica por sexto año consecutivo.
- Polonia clasifica por tercer año consecutivo.
- Finlandia y República Checa clasifican por segundo año consecutivo.
- Brasil clasificó por última vez en 1997.
- Nicaragua clasificó por última vez en 1994.
- Rusia clasificó por última vez en 1993.
- República Dominicana clasificó por última vez en 1992.
- Chipre, Curazao, Senegal y Uruguay clasifican por primera vez a semifinales en la historia de Miss Internacional.
- Filipinas rompe una racha de clasificaciones que mantenía desde 1994.
- Corea rompe una racha de clasificaciones que mantenía desde 1991.
- De América entraron siete representantes a la ronda de cuartos de final, transformándose este en el continente con más semifinalistas; no obstante, solo Colombia llegó a la final.
- Ninguna nación de Oceanía clasificó a la ronda de semifinales.

## Candidatas
51 candidatas de todo el mundo participaron en este certamen:
| - Alemania - Tania Freuderberg - Argentina - Elizabeth Contrard - Aruba - Cindy Vanessa Cam Lin Martinus - Bolivia - Natalia Arteaga Gamarra - Brasil - Alessandra do Nascimento - Chipre - Afroditi Pericleous - Colombia - Paulina Margarita Gálvez Piñeda - Corea - Lee Jae-won - Costa de Marfil - Madaussou Kamara - Curazao - Pamela Winkel - Egipto - Engy Mohammed Abdalla - España - Carmen Fernández Ruiz - Estados Unidos - Jennifer Jean Glover - Filipinas - Georgina Anne "George" de la Paz Sandico - Finlandia - Saija Palin - Francia - Céline Cheuva - Gran Bretaña - Janeth Kehinde Ayuba - Grecia - Penelope Lentzou - Guam - Lourdes Jeanette Rivera - Guatemala - Gladys Marisol Alvarado Quiroz - Hawái - Christy Chung - Hong Kong - Myolie Wu Hun-Yee - India - Sri Krupa Murali - Islandia - Ásbjörg Kristinsdóttir - Israel - Nofit Shevach - Japón - Kana Onoda | - Letonia - Agnese Keisha - Líbano - Clemence Achkar - Macedonia del Norte - Delfina Zafirova - Malasia - Andrea Franklin Gómez - Malta - Catherine Seisan - Marianas del Norte - Miyuki Coretta Hill - México - Graciela Soto Cámara - Nicaragua - Claudia Patricia Alaniz Hernández - Noruega - Anette Rusten - Palaos - Charlene Kaud Omelau - Panamá - Blanca Elena Espinosa Tuffolon - Polonia - Adrianna Gerczew - Portugal - Andreia Antunes - República Checa - Sárka Sikorová - República Dominicana - Patsi María Arias Arias - República Eslovaca - Adela Bartková - Rusia - Maria Tchebotkevitch - Senegal - Aïcha Faye - Singapur - Janice Koh Yeok Teng - Togo - Deborah Tiyéna Bassuka - Túnez - Leïla Bent Abdesalem - Turquía - Merve Alman - Ucrania - Liliya Zalunina - Uruguay - María Daniela Abasolo Cugnetti - Venezuela - Andreína Mercedes Llamozas González |

### Suplencias
- Cindy Martinus (Aruba) sustituyó a la ganadora Jennifer Bermúdez por razones desconocidas.
- Georgina Sandico (Filipinas) quien fuese la primera finalista del certamen nacional sustituyó a Lalaine Edson, quien decidió ir al certamen Miss Mundo.
- Andreína Llamozas (Venezuela) tomó el lugar de Barbara Pérez, ya que ésta decidió no asistir por dar prioridad a sus estudios.

### No concretaron su participación
- Canadá - Jennefer Jessica Isabel Jenei
- El Salvador - Luciana José Sandoval
- Paraguay - Silvana de los Ángeles Gimenez-Valiente